# Hyaleucerea leucosticta
Hyaleucerea leucosticta là một loài bướm đêm thuộc phân họ Arctiinae, họ Erebidae.